# Reprezentacja Polski na Mistrzostwach Europy w Wioślarstwie 2007
Reprezentacja Polski na Mistrzostwach Europy w Wioślarstwie 2007 liczyła 36 sportowców. Najlepszymi wynikami było 2. miejsce w dwójce podwójnej kobiet oraz dwójce bez sternika i ósemce mężczyzn.

## Medale

### Złote medale
Brak

### Srebrne medale
dwójka bez sternika (M2-): Piotr Hojka, Jarosław Godek
dwójka podwójna wagi lekkiej (LW2x): Magdalena Kemnitz, Ilona Mokronowska
ósemka (M8+): Michał Stawowski, Rafał Hejmej, Sławomir Kruszkowski, Sebastian Kosiorek, Mikołaj Burda, Wojciech Gutorski, Piotr Buchalski, Bogdan Zalewski, Daniel Trojanowski

### Brązowe medale
Brak

## Wyniki

### Konkurencje mężczyzn
- dwójka bez sternika (M1x): Arnold Sobczak – 4. miejsce
- dwójka bez sternika (M2-): Piotr Hojka, Jarosław Godek – 2. miejsce
- dwójka podwójna (M2x): Michał Słoma, Marcin Brzeziński – 4. miejsce
- dwójka podwójna wagi lekkiej (LM2x): Michał Rychlicki, Tomasz Mrozowicz – 10. miejsce
- czwórka bez sternika (M4-): Łukasz Kardas, Dominik Kubiak, Patryk Brzeziński, Dawid Pacześ – 4. miejsce
- czwórka podwójna (M4x): Artur Śledzik, Wiktor Chabel, Piotr Licznerski, Ariel Makowski – 9. miejsce
- czwórka bez sternika wagi lekkiej (LM4-): Szymon Wiśniewski, Łukasz Siemion, Mariusz Stańczuk, Cezary Mrozowicz – 4. miejsce
- ósemka (M8+): Michał Stawowski, Rafał Hejmej, Sławomir Kruszkowski, Sebastian Kosiorek, Mikołaj Burda, Wojciech Gutorski, Piotr Buchalski, Bogdan Zalewski, Daniel Trojanowski – 2. miejsce

### Konkurencje kobiet
- dwójka bez sternika (W2-): Magda Korczak, Anna Jankowska – 5. miejsce
- dwójka podwójna wagi lekkiej (LW2x): Magdalena Kemnitz, Ilona Mokronowska – 2. miejsce
- czwórka podwójna (W4x): Agata Gramatyka, Magdalena Fularczyk, Natalia Madaj, Kamila Soćko – 5. miejsce